# 23.º Regimiento de Instrucción Aérea
El 23º Regimiento de Instrucción Aérea (23. Flieger-Ausbildungs-Regiment) fue una unidad militar de la Luftwaffe de la Alemania nazi.

## Historia
Fue formado el 1 de abril de 1939 en Kaufbeuren, a partir del 23.º Batallón de Reemplazo Aéreo con:
- Stab.
- I Batallón de Instrucción desde el 23º Batallón de Reemplazo Aéreo.
- Escuela Elemental de Vuelo (Escuela/23.º Regimiento de Instrucción Aérea) desde la Escuela Mixta Experimental Superior Kaufbeuren.

El II Batallón de Instrucción fue formado en 1940, mientras la Escuela/23.º Regimiento de Instrucción Aérea y deja el regimiento el 1 de octubre de 1941, y se convirtió en la 23.º Escuela Mixta Experimental Superior. Trasladado a Döberitz-Eisgrund en noviembre de 1939, Kaufbeuren en julio de 1940, Belfort en octubre de 1941, Gorodok en octubre de 1942(?) y en Brjansk en abril de 1943(?). Principalmente en funciones Anti-partisanas en Gorodok y a lo largo de la línea de ferrocarril de Vitebsk-Nevel, y desde la primavera de 1943 operaba principalmente en torno a Seschtschinskaja, entre Roslavl y Brjansk. El 16 de agosto de 1942 es redesignado como el 23.º Regimiento Aéreo.

## Comandantes
- Mayor general - Josef Putlar - (1 de abril de 1939 - 2 de noviembre de 1942)
- Mayor general - Josef Punzert - (3 de noviembre de 1942 - 2 de agosto de 1943)

## Orden de Batalla
- 1939 – 1940: Stab, I. (1-5), 6., 7., Escuela.
- 1941 – 1942: Stab, I. (1-5), 7., II. (8-12).